# Municipio Bolívar (Barinas)
El Municipio Bolívar se encuentra en el noroeste del Estado Barinas de Venezuela, su capital es Barinitas, conocida como "Cuna de los Poetas". Es la cuna del nacimiento de la ciudad de Barinas. Tiene una superficie de 1.047 km² y una población de 59.613 habitantes (censo 2011).
El Municipio Bolívar está conformado por tres parroquias: Barinitas, Altamira de Cáceres y Calderas. Se encuentra poblado de hermosos parajes cálidos llenos de verdor y aguas cristalinas.
Está ubicado en el piedemonte andino, a 25 kilómetros de la capital de la ciudad de Barinas.
Este municipio tiene sus inicios muchos años antes de la llegada de Cristóbal Colón, donde según algunos hallazgos y tradiciones orales, estuvo poblado por varios grupos indígenas entre los que se destacan los Curay y según algunas versiones poco claras, los Chiquimbuy.
Estos grupos habitaron lo que es la meseta donde se encuentra Barinitas hacia el norte donde quedan indicios de estas culturas.
La llegada de los españoles a estas tierras sucedió en el siglo XVI cuando el capitán Juan Andrés Varela inicia una expedición por orden del capitán Francisco de Cáceres para fundar una ciudad en el piedemonte andino barinés; se funda el año 1577 en el sitio conocido como el Valle de San Bernabé de los Playones con el nombre de Altamira de Cáceres.
Años después los habitantes de Altamira de Cáceres emigraron a la meseta de Moromoy, ubicada más hacia el sur, y al nuevo asentamiento le dieron el nombre de Nueva Trujillo de Barinas.

## Geografía

### Localización
Se localiza en la Zona Meridional de los Andes Venezolanos, a 25 km de la ciudad capital Barinas. Con una Latitud Norte 8° 34' 36 y 9° 03' 12 y una Longitud Este 70° 19' 54 y 70° 45' 18.
| Noroeste:            | Norte: Estado Trujillo | Noreste:                                         |
| Oeste: Estado Mérida |                        | Este: Municipio Cruz Paredes y Municipio Barinas |
| Suroeste:            | Sur: Municipio Pedraza | Sureste:                                         |

## Parroquias
1. Barinitas
2. Altamira de Cáceres
3. Calderas

### Clima
De tipo tropical lluvioso, caracterizado por poseer una estación seca comprendida desde finales desde el mes de diciembre hasta mediados de marzo. El periodo húmedo comprende mayo-noviembre.

### Precipitación
Precipitaciones altas, mayores a los 2600 mm/anual.

### Relieve
La topografía del municipio Bolívar es bastante irregular, con zonas planas y pendientes accidentadas. De acuerdo a su posición geográfica las poblaciones de Altamira de Cáceres, Calderas y Barinitas se encuentran ubicadas en terrazas de origen aluvial, las cuales se fueron formando por la deposición de sedimentos provenientes de la parte alta de Los Andes y se acumularon poco a poco a través del tiempo, para dar origen a estas formas geomorfológicas. Cabe destacar dentro del relieve la presencia de la "Falla de Boconó", la cual es la más importante de Los Andes Venezolanos.

### Suelo
Son suelos profundos en los cuales dominan las texturas medianas a pesadas, desde franco arenosos hasta arcillosos. Son suelos ácidos con un alto contenido de materia orgánica. En su mayoría son aptos para el desarrollo de diferentes cultivos que se adaptan a estas condiciones geográficas.

### Hidrografía
• Parroquia Barinitas: Ríos Santo Domingo, Pagüey>
• Parroquia Calderas: Río Calderas y río Azul.

• Parroquia Altamira: Río Santo Domingo.

### Flora
Existen extensas áreas en la parte sureste de Barinitas, específicamente en el sector El Cacao, selvas y bosques de Altamira y Calderas. Es una vegetación caracterizada por especies de árboles altos y frondosos. También existen especies maderables que han beneficiado al hombre de este municipio, a través del tiempo, ya sea como medio para sus viviendas, o para el comercio (aunque muy poco) dentro de los cuales podemos citar: Apamate, Bucare, Caoba, Cedro, Roble, entre otros. También se hallan especies frutales como Aguacate, mango, Mamón, Limón, Naranja, Cacao, Café, Guamo, Graifú, Mandarina, Guanábana, Toronja, Aguacate; los cuales han contribuido en el proceso productivo del municipio. En síntesis, la cobertura vegetal presenta una diversidad de especies, pasando por árboles que alcanzan un gran tamaño, así como también arbustos y plantas ornamentales que se adhieren al suelo, dándole un matiz embellecedor sobre todo en las áreas boscosas donde corre y discurre el agua por el perfil del suelo.

### Fauna
Fauna típica de bosque tropical húmedo, como cachicamo, picure, lapa, puercoespín, cunaguaro, ardilla de cola roja, oso hormiguero, chácharo; variedad de aves como canarios de tejado, pico ´plata, turpial, azulejo, cardenalitos, siete colores, viudita, cristofué, paloma chocolatera, pavos, rey zamuro, búhos, lechuza, tucán, pericos, cotorras, loros, fotes, cucaracheros, golondrinas, colibrí real, colibrí primito y el famoso gallito de las rocas; gran cantidad de peces como: el volador, callacitas, plátano asado, chorrosco, varvonas, sardinatas, perchas, entre otros.
Con Información de INFOPEDIA Barinas

## Arte y Cultura

### Fiestas locales
- Festival Anual del Música Campesina del Piedemonte Andino en Calderas, Municipio Bolívar

Se realiza a finales del mes de agosto con la concentración de los grupos musicales existentes en los diversos caseríos del municipio Bolívar y con la participación especial de los pueblos de Trujillo y Mérida.
- Festival Anual del Café en Calderas, Municipio Bolívar

Se realiza a principios de febrero con actividades tradicionales, incluyendo la exhibición del café con fines de comercialización. 
- Fiestas anuales de la parroquia Barinitas, municipio Bolívar

Estas fiestas se realizan a finales de mayo, desde el momento de su fundación. Comprenden bailes populares, competencias deportivas y desfiles de carrozas.
- Fiestas anuales de la parroquia Altamira de Cáceres, municipio Bolívar

Fiesta de la Fundación Se realiza el 30 de junio, día en que se celebra la fundación de Barinas y Altamira de Cáceres, con actividades propias de la región.

### Artesanías
- Artesanía de la parroquia Altamira de Cáceres, municipio Bolívar

Se realizan tejidos de esteras con cascarón de plátano, chingaleas, cinchas, cestas y canastos con material de bejuco y sombreros de cogollo de palma brava, tallas en piedra caliza, en raíz y en madera, así como trabajos utilitarios y decorativos en arcilla.
- Artesanía de la parroquia Barinitas, municipio Bolívar

Se encuentra el Mercado Artesanal de Barinitas, con exposición y venta de tejidos de estera o chingalea, cinchas, sombrero de cogollo, cestas y canastos, cuya materia prima es la concha de cambúr y cabulla de fique, trabajos decorativos y utilitarios en arcilla como portales y réplicas arqueológicas, así como también las tallas en madera y raíz.

Con Información de INFOPEDIA Barinas

## Turismo

### Parroquia Barinitas
- Parque Moromoy: Está ubicado entre la calle 6 Independencia, carrera 1 y la Intercomunal de Barinitas. Cuenta con instalaciones para camping, caminerías, parque infantil y espaciosas áreas verdes con sembradíos de árboles traídos de otras latitudes geográficas. Este fue decretado parque en la década del Gobierno del General Marcos Pérez Jiménez.

- Balneario La Barinesa: Ubicado hacia la parte sureste de Barinitas, sector La Barinesa. Este balneario es de aguas limpias y cristalinas que bajan de las vertientes andinas, ideal para la práctica de Rafting y Kayak para las personas que se inician en este deporte. Se habilitan espacios dentro del balneario para realizar actividades de esparcimiento y recreación en fechas festivas. Dotado de instalaciones receptivas tales como: baños públicos, kioscos con parrilleras, venta de bebidas y comidas, estacionamiento, área de camping, entre otras.

- Sector El Cacao: Se encuentra ubicado al final de la Av. principal de Barinitas, en el sector La Cochinilla, luego se toma la carretera que sube por el lado izquierdo hasta llegar a este atractivo ambiente natural. Es un lugar de bosque tropical húmedo y en el sitio se observan bosques de galerías. Esta zona natural es privilegiada por sus hermosos paisajes ideal para las excursiones, caminatas, ciclismo de montaña a riesgo de los aventureros. En el trayecto se observa una flora y fauna típica de esta geografía, caídas de aguas naturales y algunas construcciones de arquitectura campesina.

### Parroquia Altamira
- Pozos de Altamira: Están ubicados a orillas de la carretera que conduce hacia Altamira de Cáceres, (antes de llegar a este poblado a mano izquierda) y dentro del pueblo. La posición geográfica y el verdor de esta zona le ofrece al turista un agradable clima matizado por vientos locales, los cuales puedes disfrutar con las blancas y puras aguas de estos encantadores pozos que emanan de la Cordillera Andina y que caen como suaves cortinas de aguas, creando un ambiente de naturaleza espectacular.

## Política y Gobierno

### Alcaldes
| Período     | Alcalde              | Partido político / Alianza | % de votos | Notas |
| ----------- | -------------------- | -------------------------- | ---------- | --- |
| 1989 - 1992 | Arquímedes Camacho   | AD                         | 48,72      | Primer alcalde bajo elecciones directas |
| 1992 - 1995 | Julio Briceño        | MIDIS                      | 35,32      | Segundo alcalde bajo elecciones directas |
| 1995 - 2000 | Adolfo Superlano     | AD                         | 54,45      | Tercer alcalde bajo elecciones directas (se realizaron elecciones generales adelantadas en el 2000 debido a la aprobación de la Constitución de 1999) |
| 2000 - 2004 | Alberto Melean       | MVR                        | 49,17      | Cuarto alcalde bajo elecciones directas |
| 2004 - 2008 | Iván Darío Maldonado | MVR                        | 49,01      | Quinto alcalde bajo elecciones directas |
| 2008 - 2013 | Ana Lucía Escalona   | PSUV                       | 48,04      | Sexto alcalde bajo elecciones directas (se postergan 1 año las elecciones municipales pautadas para finales del 2012)                                 |
| 2013 - 2017 | Luis Henriquez       | PSUV                       | 54,77      | Séptimo alcalde bajo elecciones directas |
| 2017 - 2021 | Narciso Chávez       | PSUV                       | 72,81      | Octavo alcalde bajo elecciones directas |
| 2021 - 2025 | Mayra Jaramillo      | PSUV                       | 41,15      | Noveno alcalde bajo elecciones directas |

### Concejo municipal
Período 1989 - 1992
| Concejales:            | Partido político / Alianza |
| ---------------------- | -------------------------- |
| Olivia Ramírez         | AD                         |
| Enrique Cornejo Rangel | AD                         |
| Evangelista Bastidas   | AD                         |
| Freddy Paolini Angulo  | AD                         |
| Pedro Sánchez          | COPEI                      |
| Perfecto Briceño       | COPEI                      |
| Bladimir Torres        | COPEI                      |

Período 1992 - 1995
| Concejales:          | Partido político / Alianza |
| -------------------- | -------------------------- |
| Jesús Valero         | COPEI                      |
| Wladimir Torres      | COPEI                      |
| José Hoyo            | COPEI                      |
| Nestor Luis Bastidas | AD                         |
| Ismenia Osuna        | AD                         |
| Asdrubal González    | MIDIS                      |
| Carmen Tablante      | MIDIS                      |

Período 1995 - 2000
| Concejales:          | Partido político / Alianza |
| -------------------- | -------------------------- |
| Janner Bastidas      | AD                         |
| Arquimedes Camacho   | AD                         |
| Pedro Elias Jaimes   | AD                         |
| Nestor Luis Bastidas | AD                         |
| Ismenia Osuna        | AD                         |
| Maria Velenzuela     | COPEI                      |
| Williams Yepez       | COPEI                      |

Período 2013 - 2018:
| Concejales     | Partido político / Alianza |
| -------------- | -------------------------- |
| Angel Rivas    | PSUV                       |
| Luis Hernández | PSUV                       |
| Rosa Valero    | PSUV                       |
| Ender Guillen  | PSUV                       |
| José Becerra   | PSUV                       |
| Maritza Vargas | PSUV                       |
| Ramón Valero   | MUD                        |

Período 2018 - 2021
| Concejales       | Partido político / Alianza |
| ---------------- | -------------------------- |
| Carlos Uscategui | PSUV                       |
| Yetsy Moreno     | PSUV                       |
| Sandra Flores    | PSUV                       |
| Juan Guevara     | PSUV                       |
| José Becerra     | PSUV                       |
| Ramon Osuna      | PSUV                       |
| Rebeca Uscategui | PSUV                       |

Periodo 2021 - 2025
| Concejales:     | Partido político / Alianza |
| --------------- | -------------------------- |
| José Hoyo       | PSUV                       |
| Elio Torres     | PSUV                       |
| Maira Bastidas  | PSUV                       |
| Albertina Peña  | PSUV                       |
| Alexis Joyo     | PSUV                       |
| Jesus Tablante  | MUD                        |
| Janner Bastidas | MUD                        |